# تحريم جوي

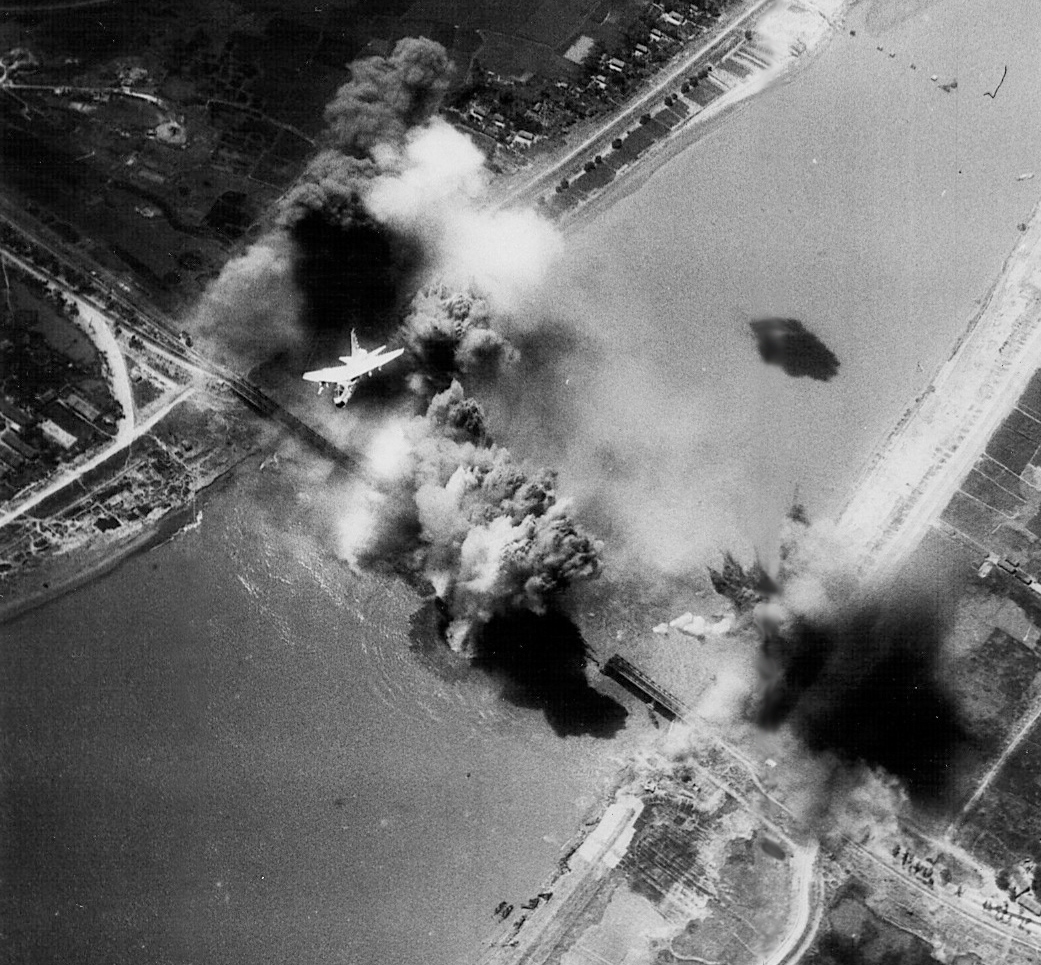
طائرة إيه-7 كورسير تابعة للبحرية الأمريكية تقصف جسر هاي دونغ في شمال فيتنام في عام 1972.

التحريم الجوي (بالإنجليزية: Air interdiction)‏ اختصارًا AI، والمعروف أيضًا باسم الدعم الجوي العميق (بالإنجليزية: deep air support)‏ اختصارًا DAS، استخدام هجمات الطائرات الوقائية ضد أهداف العدو التي لا تشكل تهديدًا مباشرًا، من أجل تأخير أو تعطيل أو عرقلة اشتباك العدو اللاحق مع القوات الصديقة. إنها قدرة أساسية لجميع القوات الجوية العسكرية تقريبًا، وتم إجراؤها في الصراعات منذ الحرب العالمية الأولى. 
غالبًا ما يتم التمييز بين التحريم الجوي التكتيكي والاستراتيجي  اعتمادًا على أهداف العملية. تهدف الأهداف النموذجية في التحريم التكتيكي إلى التأثير على الأحداث بسرعة، على سبيل المثال من خلال التدمير المباشر للقوات أو الإمدادات في طريقها إلى منطقة المعركة النشطة. على النقيض من ذلك، غالبًا ما تكون الأهداف الإستراتيجية أوسع وأطول مدى، مع عدد أقل من الهجمات المباشرة على قدرات العدو القتالية، مع التركيز بدلاً من ذلك على البنية التحتية واللوجستية وغيرها من الأصول الداعمة. 

## الدروس المستفادة
- يسمح التفوق الجوي بتحديد أكثر دقة وعمل هجوم على قوات وإمدادات العدو مع تعريض الطائرة المهاجمة إلى مخاطر أقل.
- الاستخبارات فيما يتعلق بتصرفات العدو والحركات والمخزونات والنوايا أمر بالغ الأهمية. في حملة شمال إفريقيا خلال الحرب العالمية الثانية، على سبيل المثال ، أعطت مصادر مخابرات الحلفاء صورة واضحة عن الشحن البحري لدول المحور في البحر الأبيض المتوسط. في المقابل، كان لدى الولايات المتحدة في فيتنام فهم سيء للغاية لأنشطة الفيتكونغ والفيتناميين الشماليين.
- يكون للطقس والتضاريس تأثير كبير على نجاح أو فشل التحريم الجوي. أحد العوامل المشمولة هنا هو القدرة على إجراء تحريم جوي في الليل أو في الطقس الهامشي؛ الظروف التي تساعد على الحركة السرية للقوات والإمدادات.
- يكاد يكون من المستحيل عزل منطقة المعركة تمامًا. سوف يتم الوصول إلى شيء دائمًا ، وقد يكون هذا كافيًا لدعم العدو.
- عدو هادئ وثابت يستهلك موارد قليلة بينما يقدم أيضًا بعض الأهداف. على النقيض من ذلك، إذا تعرضت قوات العدو لهجمات وطردت من مواقعها الدفاعية بواسطة قوات سطحية صديقة، فإنها ستستهلك موارد أكثر بكثير، لا سيما الوقود والذخيرة.

## روابط خارجية
- تحريم جوي، من كليفورد كريجر. مجلة أيروسبيس باور ، ربيع 1989.
- تعريف قاموس DOD للتحريم الجوي.